# Daghela avanti un passo!
Daghela avanti un passo! è un libro dallo scrittore Luciano Bianciardi, pubblicato nel 1969.
Scritto per un pubblico di ragazzi e dedicato a Marcellino, il figlio che lo scrittore aveva avuto a Milano con la compagna Maria Jatosti, il romanzo ripercorre le vicende del Risorgimento italiano, riprendendo quel filone garibaldino iniziato con Da Quarto a Torino (1960) e La battaglia soda (1964).
A differenza de La battaglia soda, romanzo decisamente sperimentale, qui Bianciardi realizza un'opera di saggistica similmente a quando fatto in Da Quarto a Torino, unendo la narrativa alla divulgazione storica.
Edito per la prima volta nel 1969 dall'editore Bietti di Milano, la prima edizione era rivolta principalmente ad uso de ragazzi delle scuole medie, con la prefazione dell'autore intitolata Al ragazzo che legge. Una seconda edizione fu pubblicata quello stesso anno per un pubblico adulto, con una nuova prefazione stavolta intitolata Prefazione al lettore adulto.

## Edizioni
- Luciano Bianciardi, Daghela avanti un passo!, Lo Scaffale d'oro. Letture di classe, Bietti, 1969.
- Luciano Bianciardi, Daghela avanti un passo!, Caleidoscopio, Bietti, 1969.
- Luciano Bianciardi, Daghela avanti un passo!, La Gaia Scienza, Longanesi, 1992,  p. 192.
- Luciano Bianciardi, Daghela avanti un passo! Antistoria del Risorgimento, TEA, 1995.
- Luciano Bianciardi, Antistoria del Risorgimento. Daghela avanti un passo!, Minimum fax, 2018.